# NGC 196

NGC 196

NGC 196 هي مجرة تتبع كوكبة قيطس. اكتشفها ويليام هيرشل في 28 ديسمبر 1790.

## روابط خارجية
- NGC 196 على موقع ويكي سكاي: DSS2, SDSS, GALEX, IRAS, Hydrogen α, X-Ray, Astrophoto, Sky Map, Articles and images